# Marcapasos compatible con resonancia magnética

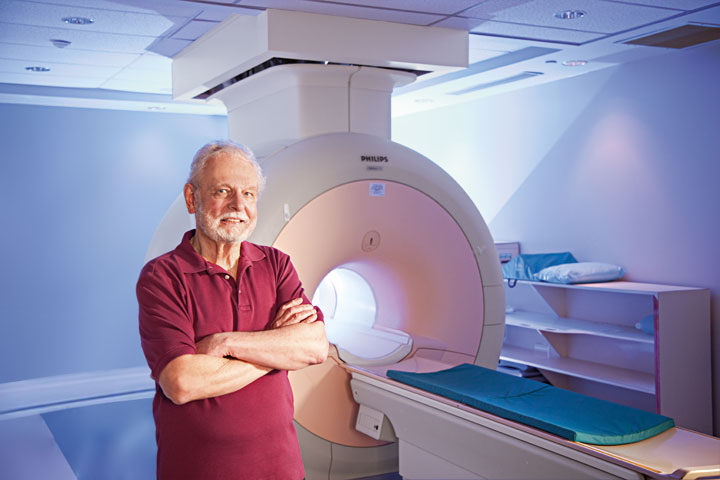
Paciente con marcapasos frente a una máquina de resonancia magnética

Hasta hace un tiempo, los pacientes con marcapasos tenían contraindicado los estudios de resonancia magnética debido a que los fuertes campos magnéticos que se crean durante el procedimiento, los cuales pueden tener efectos peligrosos sobre sus sistemas de estimulación implantados. Un sistema de estimulación compatible con MRI le permite recibir un MRI (imagen de resonancia magnética) bajo ciertas condiciones. El primer sistema de estimulación del mundo aprobado por las autoridades competentes para su uso condicional MRI fue el diseñado y fabricado por Medtronic. Actualmente Advisa MRI y Revo MRI son los únicos dispositivos aprobados como MRI condicional por la FDA para los Estados Unidos y Puerto Rico. 
Sigue habiendo confusión y controversia respecto a qué pacientes con dispositivos cardiovasculares pueden ser llevados a un examen de MRI con seguridad. Esto ha llevado al examen inseguro de pacientes con ciertos dispositivos y  al rechazo inadecuado o mal informado para referir o escanear pacientes con otros dispositivos, lo que priva al paciente y a su médico tratante de información de utilidad clínica. 
Los marcapasos compatibles con MRI y sus cables se han diseñado específicamente para el entorno MRI. Los componentes que podrían cargase magnéticamente fueron sustituidos, los circuitos fueron especialmente protegidos y los conductores fueron modificados para que la operación de los sistemas de estimulación no se vean afectados durante una resonancia magnética. Además de esto se diseñó una programación específica (el modo de SureScan) para el entorno de MRI. Hay que programar este modo en el marcapasos antes de la resonancia magnética. Después de la RM, este modo debe apagarse de nuevo.

## Identificación dispositivos compatibles con MRI
ASTM International (anteriormente, la Sociedad Americana para Pruebas y Materiales) es una organización de desarrollo de normas voluntarias responsable del desarrollo de la medicina las normas de seguridad del dispositivo en el entorno de RM reconocidos por la FDA (ASTM, 2008). La norma establece que las pruebas del dispositivo evaluar la fuerza de desplazamiento inducido magnéticamente, torsión inducida magnéticamente, calefacción por campos de RF y RM imagen artefactos de pasivo implantes. Después de la prueba, el dispositivo se puede clasificar en una de tres categorías: MR segura, MR condicional y MR inseguro.
| MRI Condicional | MRI Condicional Icono oficial que significa que el dispositivo es seguro para usar con resonancia magnética en determinadas condiciones. En el caso de los marcapasos se encuentra en la tarjeta de paciente portador de marcapasos compatible con resonancia magnética condicional.                         | MRI Condicional Icono oficial que significa que el dispositivo es seguro para usar con resonancia magnética en determinadas condiciones. En el caso de los marcapasos se encuentra en la tarjeta de paciente portador de marcapasos compatible con resonancia magnética condicional.                         |
| MRI inseguro | MRI inseguro Artículos peligrosos, pueden presentar riesgos en todos los entornos de MR. La presencia de un elemento peligroso MR es obviamente una contraindicación para el examen de MRI. Pertenecen a esta categoría los marcapasos cardiacos implantables que no son específicamente diseñados para MRI. | MRI inseguro Artículos peligrosos, pueden presentar riesgos en todos los entornos de MR. La presencia de un elemento peligroso MR es obviamente una contraindicación para el examen de MRI. Pertenecen a esta categoría los marcapasos cardiacos implantables que no son específicamente diseñados para MRI. |
| MRI Seguro No constituyen riesgo conocidos en todos los entornos de MRI en esta categoría incluyen materiales diamagnéticos conocidos como seguros para MRI | MRI Seguro No constituyen riesgo conocidos en todos los entornos de MRI en esta categoría incluyen materiales diamagnéticos conocidos como seguros para MRI. | MRI Seguro No constituyen riesgo conocidos en todos los entornos de MRI en esta categoría incluyen materiales diamagnéticos conocidos como seguros para MRI. |
| --- | --- | --- |

## Restricciones en dispositivos compatibles con MRI
|                                      | Disponible en Estados Unidos, Puerto Rico e Internacional | No disponible en Estados Unidos / Puerto Rico Sólo internacional | No disponible en Estados Unidos / Puerto Rico Sólo internacional | No disponible en Estados Unidos / Puerto Rico Sólo internacional |  |
| Medtronic                            | Biotronik                                                 | Boston Scientific                                                | St. Jude Medical                                                 |                                                                  |  |
| Zona de Exclusión para imagen de MRI | Cuerpo Completo*                                          | Restringido                                                      | Cuerpo Completo                                                  | Cuerpo Completo                                                  |  |

.* Lable USA: Isocentro fuera de C1-T12

## Peligros y riesgos
Durante una resonancia magnética, se generan unos campos muy potentes que dan lugar a tres tipos de fuentes de interferencias electromagnéticas:
- Campo magnético estático
- Campo magnético de gradiente
- Radiofrecuencia (RF) pulsada

Tanto aislados como en combinación, estos campos pueden llegar a inducir efectos secundarios negativos en los pacientes y en sus dispositivos cardíacos implantables. Entre ellos: lesiones en los tejidos, cambios en los umbrales de estimulación, estimulación por encima de la frecuencia máxima, arritmias cardíacas y pérdida de la estimulación.
El grado de riesgo para el paciente viene determinado por la combinación de los siguientes factores:
- Tipo de secuencia de imágenes
- Posición del paciente y del dispositivo dentro del equipo de resonancia magnética
- Duración de la resonancia magnética
- Intensidad del campo de radiofrecuencia
- Anatomía objetivo de la resonancia magnética
- Materiales y diseño del marcapasos y los cables
- Longitud y orientación anatómica de los cables
- Flujo sanguíneo en la región de la punta del cable
- Factores de riesgo e historia clínica del paciente

La introducción de dispositivos cardiacos MRI-condicional permite que la resonancia magnética esté disponible para un nuevo grupo de pacientes previamente denegados. El uso seguro de esta nueva tecnología de dispositivos requerirá cuidado de conciencia basada en el sistema entregado por los médicos que solicitan los estudios.